# 生命地球科学研究群
生命地球科学研究群（せいめいちきゅうかがくけんきゅうぐん）は、国立大学法人筑波大学大学院理工情報生命学術院の3研究群の内の一つ。旧来の生命環境科学研究科を改組再編して発足した。

## 沿革
2020年（令和2年）、筑波大学大学院課程が全学的な学位プログラム制移行に伴い発足。

## 学位プログラム
- 生物資源科学（旧農林学）系
  - 生物資源科学学位プログラム - (博士前期課程)生命環境科学研究科の生命環境科学研究科生物資源科学専攻が移行
  - 農学学位プログラム(博士後期課程) - 生命環境科学研究科の生物圏資源科学専攻、国際地縁技術開発科学専攻及び先端農業技術科学専攻が移行
    - NARO連係先端農業技術科学サブプログラム -（博士後期課程）生命環境科学研究科先端農業技術科学専攻（農業・食品産業技術総合研究機構との連係大学院）

  - 生命農学学位プログラム(博士後期課程) - 生命環境科学研究科の生物機能科学専攻が移行
- 生命環境系
  - 生物学学位プログラム - （博士前期課程・後期課程）前期課程生物科学専攻と博士後期課程の構造生物科学専攻と情報生物科学専攻が統合した生物科学専攻が移行
  - 生命産業科学学位プログラム（博士後期課程）生命環境科学研究科生命産業科学専攻が移行
  - 環境科学学位プログラム - （博士前期課程）独立修士研究科であった環境科学研究科廃止に伴い発展的改組した生命環境科学研究科環境科学専攻が移行
  - 国際連携持続環境科学専攻 - （博士後期課程）独立修士研究科であった環境科学研究科廃止に伴い発展的改組した生命環境科学研究科持続環境学専攻が移行
- 地球学系
  - 地球科学学位プログラム地球環境科学領域 - （博士前期課程・後期課程）生命環境科学研究科地球環境科学専攻が移行
  - 地球科学学位プログラム地球進化科学領域 - （博士前期課程・後期課程）生命環境科学研究科地球進化科学専攻が移行
  - 山岳科学学位プログラム - (博士前期課程) 生命環境科学研究科山岳科学学位プログラムが移行
- ライフイノベーション
  - ライフイノベーション（食料革新）学位プログラム
  - ライフイノベーション（環境制御）学位プログラム
  - ライフイノベーション（生体分子材料）学位プログラム